# Katharina Prummer
Katharina Prummer (* 5. Juni 1993) ist eine deutsche Fußballspielerin. Sie ist Vertragsspielerin des FC Red Bull Salzburg.

## Karriere
Prummer spielte von 2015 bis 2019 für den in Geroldshausen im oberbayerischen Landkreis Pfaffenhofen an der Ilm ansässigen SV Geroldshausen Fußball. Als Torhüterin bestritt sie in der Saison 2015/16 zunächst vier Punktspiele in der Kreisliga 04 Donau/Isar und mit dem gelungenen Aufstieg 58 weitere Punktspiele in der Bezirksliga 02 Oberbayern. Mit dem in der Winterpause vollzogenen Vereinswechsel kam sie in der Rückrunde der Saison 2019/20 in zwei Punktspielen für den Ligakonkurrenten TSV Eching im Landkreis Freising zum Zuge. Damit hatte sie Anteil am späteren Aufstieg in die Bezirksoberliga Oberbayern, in der Spielklasse sie sechs Punktspiele bestritt – zuletzt am 7. November 2021 (9. Spieltag) beim 2:1-Sieg im Heimspiel gegen die DJK Otting.
Noch vor dem Start der Rückrunde begab sie sich nach Österreich, da sie im Februar 2022 vom Bundesligisten FC Bergheim verpflichtet wurde. Sie wurde zunächst im Zeitraum vom 12. März bis zum 22. Mai in vier Punktspielen für die Zweitvertretung, den FC Bergheim 1b, in der Future League eingesetzt und später, am 17. September 2022, ein weiteres und letztes Mal.
Für die erste Mannschaft debütierte sie eine Woche zuvor, am zweiten Spieltag, bei der 0:3-Niederlage im Heimspiel gegen den USV Neulengbach. Bis zum Saisonende 2022/23 bestritt sie drei weitere Bundesligaspiele sowie jeweils zwei Pokal- und Freundschaftsspiele.
In der Folgesaison wurde sie in sieben Bundesliga-, zwei Pokal- und acht Freundschaftsspielen eingesetzt. Bedingt durch die ab der Saison 2024/25 geltenden Modusänderung kam sie am 18. August 2024 (2. Spieltag) zu ihrem ersten Saisonspiel im Grunddurchgang.

## Erfolge
- Aufstieg in die Bezirksoberliga Oberbayern 2021 (mit dem TSV Eching)
- Aufstieg in die Bezirksliga 02 Oberbayern 2016 (mit dem SV Geroldshausen)